# 鶴尾
鶴尾（つるお）は高松市中部にある一地区で、高松市役所鶴尾出張所の管内。室町、室新町、東ハゼ町、西ハゼ町、西春日町、上天神町、田村町、勅使町、松並町、紙町の10町からなる。地区のほぼ全域がかつての香川郡鷺田村（さぎたそん）に相当する。同村は1940年（昭和15年）2月11日に高松市に編入された。
現在、旧村名「鷺田」という地名は地元でも全く使われておらず（鷺田の名は高松鷺田郵便局にのみその名を残している）、この地域を指す名称は公式にも通称としても、もっぱら「鶴尾」のみが用いられる。

## 地理
地区は高松市北部に位置し、高松市中心部に隣接している。人口は2010年（平成22年）時点で1万2520人（男6205人/女6315人）で、世帯数は7105世帯である。平均世帯人員は1.79人と高松市の平均である2.36人を大きく下回っており、高松市中心部に面している割には家賃が安く、自転車による通勤・通学が可能な立地条件から大学生（香川大学）や単身赴任会社員などの単身世帯が多い。面積は8.79km2、人口密度は1平方キロメートルあたり1395.11人と高松市では平均的であるが、高松市中心部に隣接しているのを考慮すると低い密度である。高松市中心部に面したいわゆるベッドタウンの性格がある。

### 地形
全域が高松平野の一部であるが北側と西側は標高150m - 200m級の石清尾山塊に囲まれており、北側は高松市中心部に面し、西側は弦打地区と面しているがいずれも石清尾山塊が交流を遮断している。
地区の西端は香東川が流れ、中心には御坊川が流れる。その他にも、かつて地区の大部分にわたって香東川の本流が流れていたことから、その伏流水による「出水」と言われる湧水がいたるところで湧き、それを源流にした小規模河川が数多く存在する。
香川県の典型的な平野の特徴として、この地区でも奥ノ池や沖ノ池など渇水対策のため池が多数存在する。また、前述の湧水による沼なども存在するが、近年はその多くが埋め立てられて宅地化する傾向がある。
- 山：石清尾山塊 - 以下は東から順に
  - 室山（標高199.8m）
  - 姫塚（標高205m）
  - 切通越え（弦打地区とを結ぶ峠）
  - 御殿山（標高203m）
  - 浄願寺山（標高239.5m）
  - 小山（標高166.8m）
- 川：御坊川、香東川（地区の西端）
- 湖沼：奥ノ池、沖ノ池

### 人口
| \| 2002年（平成14年） \| 13,641人 \| \| \| 2003年（平成15年） \| 13,669人 \| \| \| 2004年（平成16年） \| 13,578人 \| \| \| 2005年（平成17年） \| 13,368人 \| \| \| 2006年（平成18年） \| 13,106人 \| \| \| 2007年（平成19年） \| 12,816人 \| \| \| 2008年（平成20年） \| 12,606人 \| \| \| 2009年（平成21年） \| 12,424人 \| \| \| 2010年（平成22年） \| 12,520人 \| \| \| 2011年（平成23年） \| 12,422人 \| \| \| 2012年（平成24年） \| 12,263人 \| \| |          |  |
| 高松市 / 登録人口（10月1日時点） |          |  |
| 2002年（平成14年） | 13,641人 |  |
| 2003年（平成15年） | 13,669人 |  |
| 2004年（平成16年） | 13,578人 |  |
| 2005年（平成17年） | 13,368人 |  |
| 2006年（平成18年） | 13,106人 |  |
| 2007年（平成19年） | 12,816人 |  |
| 2008年（平成20年） | 12,606人 |  |
| 2009年（平成21年） | 12,424人 |  |
| 2010年（平成22年） | 12,520人 |  |
| 2011年（平成23年） | 12,422人 |  |
| 2012年（平成24年） | 12,263人 |  |

### 地名
高松市内の多くの地区の場合、地区名やその中の地名などは高松市編入以前の名称が何らかの形で継承されているが、鶴尾地区の場合はそれがほとんど無く、勅使町を除くすべてが高松市編入以後に新たに設定された名称である。
以下は旧鷺田村の大字と高松市合併時に設置された町名との関係。
- 旧大字坂田→西ハゼ町、紙町（401番地-543番地）、松並町、西春日町、峰山町
- 旧大字勅使→勅使町
- 旧大字馬場→紙町（544番地-607番地）、田村町
- 旧大字万蔵→三条町、東ハゼ町、室新町、室町
- 旧大字沖→紙町（1番地-112番地）、上天神町

多くは大字ごとに区切られた範囲で複数の町名が設置されているが、例外的に紙町はそれぞれ旧坂田・馬場・沖の3大字の各一部が統合されて設置されている。具体的には紙町のうち市道東ハゼ田村線（鹿角街道）以東が旧大字沖、鹿角街道以西の字新開（御坊川以南にほぼ相当）の区域が旧大字馬場、鹿角街道以西の字櫨ノ股（御坊川以北にほぼ相当）の区域が旧大字坂田である。
現在に至るまでの地番区域も旧大字ごとに設定されており、各町における地番は旧大字ごとにすべて連番となっている。そのため、松並町、西春日町、峰山町、田村町、東ハゼ町、室新町、室町、上天神町では同一大字内での若い数字にあたる地番が欠番となっている。ただし、例外として紙町のうち旧大字馬場の部分は全域で地番が振り直されており、本来であれば現544番地-現607番地の計63番地分は次の田村町67番地へ連番となっていた。ちなみに紙町では113番地から400番地が欠番となっている。
現在では紙町内での旧大字の名残はほとんど無いが、施設名として沖霊園が御坊川沿いに存在している。

### 隣接する地域
- 北：高松市本庁地区
- 西：高松市弦打地区
- 東：高松市太田地区
- 南：高松市一宮地区

### 高松市鶴尾出張所管内
- 室町 761-8061
- 室新町 761-8062
- 東ハゼ町 761-8054
- 西ハゼ町 761-8053
- 西春日町 761-8051
- 上天神町 761-8056
- 田村町 761-8057
- 勅使町 761-8058
- 松並町 761-8052
- 紙町 761-8055

## 歴史
高松市への編入以後、地理的な要因から高松市中心部のベッドタウンとなったが、ことでん琴平線がこの地区を迂回していることや、北部に山があり交通が遮断されているなどの事情で発展から取り残されていた。
しかし、地区の東側と南側に国道11号高松南バイパスが通り、その後国道11号高松東バイパス、空港通りが開通するとそれらの交差点である上天神町交差点は、高松市内・香川県内屈指の交通の要衝となり、沿線にはゆめタウン高松などのロードサイド店が立地するなど車社会化による郊外化の影響を大きく受けた。
現在、地区の東部（ゆめタウン高松、上天神町交差点の周辺）は繁盛しているが、地区の中部や西部は農地に宅地が点在するといった状況が続いている。

### 年表
高松市編入以前は「鷺田村」を参照
- 1940年（昭和15年）2月11日 - 香川郡鷺田村が高松市に合併（高松市第4次合併）。
  - 旧大字坂田の区域に西ハゼ町・紙町（一部）・松並町・西春日町・峰山町、旧大字万蔵の区域に三条町・東ハゼ町・室新町・室町、旧大字馬場の区域に紙町（一部）・田村町、旧大字沖の区域に紙町（一部）・上天神町を設置し、それ以外は旧大字の区域を継承した勅使町を設置。
  - 鷺田尋常小学校が高松市立鶴尾尋常小学校に改称。
- 1945年（昭和20年）7月4日 - 高松空襲により地区内でも室町・室新町・西ハゼ町・東ハゼ町の各一部が被災。
  - この各一部とは当時の一帯がほぼ田園地帯であったためで、被災対象となる建造物が集中していた琴平街道沿いの現・前田病院より以北はほぼ完全な焦土となった。
- 1947年（昭和22年）4月1日 - 高松市立鶴尾中学校が開校。
- 1956年（昭和31年）9月30日 - 高松市第5次合併に伴う市域拡大により「鶴尾出張所」開所。高松市鶴尾地区成立。
- 1957年（昭和32年） - 香川県大手前中学校・高等学校高松分校（現・香川県大手前高松中学・高等学校）開校。
- 1961年（昭和36年）11月 - 香川県立養護学校開校（現・香川県立高松養護学校）開校。
- 1962年（昭和37年）4月1日 - 高松工業高等専門学校（現・香川高等専門学校）開校。
- 1964年（昭和39年）12月1日 - 高松市消防署鶴尾消防隊設置。
- 1969年（昭和44年）2月1日 - 高松市南消防署設置。これに伴い鶴尾消防隊廃止。
- 1970年（昭和45年）4月 - 香川県道172号川東高松線栗林トンネル開通。これにより本庁地区とのアクセスが向上。
- 1971年（昭和46年）12月21日 - 室山にRNC西日本放送栗林南テレビ中継局 (61ch) 開局。
- 1972年（昭和47年） - 県営住宅西春日団地、最初の12棟（7号棟 - 18号棟）が完成。全棟完成は1978年（昭和53年）。
- 1973年（昭和48年）
  - 市営すみれ団地、最初の棟が完成。全棟完成は1982年（昭和57年）。
  - 4月 - 高松南バイパス、勅使交差点 - 御廐町（檀紙地区）間が開通（暫定2車線）。
- 1975年（昭和50年）4月 - 高松南バイパス、栗林公園前交差点（本庁地区） - 勅使交差点間が開通（完成6車線供用）。
- 1977年（昭和52年）9月26日 - 高松南郵便局開局。
- 1979年（昭和54年）
  - 3月29日 - 空港通り、上天神町交差点 - 三名町（一宮地区）間が開通（完成4車線供用）。これにより上天神町交差点が誕生。
  - 4月1日 - 香川県立養護学校を知的障害教育部門「香川県立香川中部養護学校」、肢体不自由教育部門「香川県立高松養護学校」に分離。
- 1982年（昭和57年）12月 - 高松南バイパス、勅使町交差点 - 高松市檀紙町（檀紙地区）間の暫定5車線化（上り3車線、下り2車線の変則車線）。
- 1986年（昭和61年）12月 - 高松南バイパス、勅使町交差点以西の6車線化。
- 1988年（昭和63年）4月 - 円座バイパス、勅使町 - 円座町間の開通（暫定2車線供用）。
- 1990年（平成2年）3月 - 円座バイパス、峰山口交差点 - 勅使町間が開通（完成4車線）。ならびに勅使町 - 円座町間の4車線化。
- 1993年（平成5年）9月3日 - 高松東バイパス、水田交差点（川添地区） - 上天神町交差点間が開通。これにより上天神町交差点が十字路になる。
- 1994年（平成6年）2月5日 - ウインズ高松開設。
- 1998年（平成10年）10月3日 - ゆめタウン高松開店。
- 2003年（平成15年）3月30日 - 高松自動車道高松中央IC-高松西IC開通。地区の真ん中を通過しているが地区内にICは無し。
- 2004年（平成16年）3月27日 - 上天神町交差点地下道、一般供用開始。
- 2010年（平成22年）4月1日 - 南消防署が多肥へ移転。跡地は東ハゼ救急ステーションとなる。
- 2021年（令和3年）3月31日 - 高松市立鶴尾中学校が閉校[3]。

## 経済
鶴尾地区はその場所によって住宅地、商業施設、町工場、農地がモザイク状に混在している。また高松市の平均と比較した産業別の従事者の割合は、第二次産業と第三次産業従事者は多いか僅かに多く、第一次産業従事者は少ない。

### 第一次産業
- 就業者数：156人、構成比：1.9%（2005年（平成17年）国勢調査）[4]

特に北西部などの地域は稲作を中心とする農地が広がり、そこに散村状に住宅地が点在している。ただ、20世紀末に加速した郊外化の影響でそれらの地域でも緩やかな宅地化が進行し、田や畑などの農地は減少した。
- 稲作

### 第二次産業
- 就業者数：1678人、構成比：20.8%（2005年国勢調査）[4]

かつて流れていた香東川本流の伏流水による湧水に恵まれていたため、江戸時代から製紙が盛んであるが、近年は多くが廃業するなどして廃れつつある。地区内の最大の工場は東洋テックス本社工場だったが、繊維事業からの撤退に伴い1996年に閉鎖され、その跡地がゆめタウン高松となった（本社事務所は地区内の勅使町に移転）。また、西ハゼ町には森永乳業の工場もあったが1989年に閉鎖され、建物は日清食品グループのグランフーズ（現・高松日清食品。日清食品冷凍子会社の四国日清食品（三豊市）が直接の親会社）に売却され、冷凍「どん兵衛」などの冷凍麺を生産している。そのほかにも地区の東部は準工業地域であるため製造業や自動車整備工場などの町工場が存在している。

### 第三次産業
- 就業者数：6230人、構成比：77.3%（2005年国勢調査）[4]

高松市の郊外に位置するベッドタウンという性格上住宅地が多いため近隣商業が中心である。かつてのメインストリートであった琴平街道沿いには古くから続く商店などが多かったが、20世紀末になると交通量の減少などでそれが廃れ、商業の中心は新たに開通した国道11号高松南バイパスや国道32号円座バイパス沿い立地する郊外型小売店に移行した。その中でもマルナカ単独店最大の店舗である「マルナカ栗林南店」の開店は鶴尾地区や周辺地区住民の消費行動をそれまでの高松市中心部から大きく変化させ、その後に訪れる郊外型集客施設の出店ラッシュの前哨戦となった。
その後21世紀に入ると更にそれらの沿線沿いにイズミ系列最大の売上の「ゆめタウン高松」など郊外型の大型商業施設が立地、さらには四国初の「ドン・キホーテ高松」などの深夜型の店舗やJRA場外勝馬投票券発売所「ウインズ高松」が立地し、集客能力は周辺地区のみならず高松都市圏やその周辺都市、徳島県西部にまで及んでいる。
主な企業
- 手打免許 さぬき麺業本社
- 香川銀行勅使支店
- JA香川県鶴尾支店
- 高松自動車学校
- ベルモニー本社 - 登記上本店は地区内にある葬祭式場のベルモニー会館勅使。

主な商業施設
- ゆめタウン高松（イズミ最大の売上を持つ店舗。所在地は三条町だが本館の一部と南館・東館の全部は上天神町に属する）
- マルナカ栗林南店（マルナカ単独店舗で最大の店舗）
- ドン・キホーテ高松（四国第1号店）
- JRA場外勝馬投票券発売所ウインズ高松

## 教育
公立小学校が存在する。地区のほとんどを校区に含むが、勅使町の一部や室新町、室町は含まれずそれぞれ一宮 (高松市)および本庁の小中学校に編入されている。一般的に地域の結び付きは校区単位で行われるため、鶴尾小学校区以外での一体感はほとんどない。また、この地区での児童生徒数は周辺の学校に比べ極端に少なく、少子化が特に顕著である。地区内にあった高松市立鶴尾中学校は生徒数の減少により2021年3月に閉校した。これに先立ち、同校は2018年度を最後に新入生の受け入れを中止し、2019年度以降は桜町・太田・一宮・香東の4中学校から1校を選択することになる。
地区北部の室山山麓には私立の中高一貫校「大手前高松中学・高等学校」が存在し、進学校として高松市周辺の広い範囲から生徒を集めている。
小学校・中学校・高校
太字の校名は地区内に位置する学校で、それ以外は地区内には位置しないが校区が地区内にかかっている学校。
- 高松市立鶴尾小学校
- 高松市立栗林小学校 - 室町・室新町のみ。
- 高松市立桜町中学校 - 同上。
- 高松市立檀紙小学校 - 勅使町14番地（旧市営田中団地）のみ。ただし2018年に用途廃止（2020年解体済み）されて以降居住者はいない[6]。
- 高松市立香東中学校 - 同上。
- 大手前高松中学・高等学校
- 香川高等専門学校

特別支援学校
- 香川県立香川中部養護学校
- 香川県立高松養護学校

幼稚園・保育所
- 市立鶴尾保育所
- 市立田村保育所
- 市立西春日保育所
- 私立愛育幼稚園
- 私立勅使百華幼稚園
- 私立勅使百華こども園

## 行政
この地区の行政サービスの中心としては高松市鶴尾出張所があり各種住民サービスに対応している。またそこは公民館も兼ねていて、鶴尾コミュニティセンターとして地域交流・生涯学習の中心となっている。
主な行政施設
- 高松市鶴尾出張所
- 高松南警察署鶴尾交番
- 高松市南消防署東ハゼ救急ステーション

## 生活
公共施設
- 鶴尾コミュニティセンター（公民館）
- 高松南郵便局
- 鷺田郵便局
- 高松田村町郵便局
- 高松市立上天神隣保・児童館
- 高松市立田村隣保・児童館
- ハゼ西公園（通称：みどり公園）
- ハゼ東公園
- 香東川緑地

## 地域
現在の鶴尾地区には以下の10の行政区画（町名）が存在する。
人口および世帯数は2010年（平成22年）10月時点の登録人口。

### 室町
- 人口：465人（男221人/女244人）、世帯数：231世帯

栗林公園に南接し、旧琴平街道に面している。旧街道の1本東側には国道11号が通り、市道室町新田線の起点ともなっている。
高松市の中心部に接していることから住宅が非常に密集し道も入り組んでいる。

### 室新町
- 人口：926人（男447人/女479人）、世帯数：390世帯

基本的に町は国道11号線沿線に位置するが、室山を越えた奥ノ池までが町域に含まれるため東西に長い。学校区は鶴尾ではなく栗林であり、東部の国道11号沿いはよいが、西部の奥ノ池側は学校まで室山1つ隔てられており、鶴尾地区の学校の方が地理的にも距離的にも近い。奥ノ池の北に香川県大手前高松中学・高等学校がある。常磐製紙の工場があったが、2006年（平成18年）6月限りで操業を停止し、製紙事業から撤退している。

### 東ハゼ町
- 人口：658人（男320人/女338人）、世帯数：402世帯

西ハゼ町と共に日本で初めて町名に片仮名が使用された例である。高松市への合併以前は「櫨」（はぜ）と書いたが、画数が多く読みにくいことを理由に片仮名で表示されるようになった。国道11号と市道木太鬼無線が交わる高松南消防署東交差点を中心に発展し、沿線にはショッピングセンターなどが立地する。
東ハゼ町は北西部の旧琴平街道沿いを除く全域が南部第1土地区画整理事業（施工主：高松市）により区画整理されており、それに並行して現在の国道11号と市道木太鬼無線が整備された。

### 西ハゼ町
- 人口：709人（男351人/女358人）、世帯数：417世帯

南東部の香川県道266号勅使室新線と北部の市道木太鬼無線沿線にマルナカ栗林南店や中小企業の工場、住宅などが密集する。

### 紙町
- 人口：1041人（男517人/女524人）、世帯数：643世帯

中心に御坊川が流れ、町を南北に二分している。このあたりはかつて「紙漉」（かみすき）と呼ばれており、昔から製紙業が盛んで現在でも製紙工場やその他の町工場が残っている。比較的道が入り組み、一戸建て住宅が密集しているため農地は少ない。

### 松並町
- 人口：849人（男398人/女451人）、世帯数：428世帯

小学校が立地するが、その周辺以外は農地が広がる。小学校の前を通る香川県道266号勅使室新線はかつて琴平街道（旧国道32号）と呼ばれ、鶴尾地区のメインストリートであり、町名の由来ともなった松並木が植えられていたが、現在ではその機能は他の道路に分散し松並木も撤去された。

### 西春日町
- 人口：1889人（男895人/女994人）、世帯数：971世帯

南北に細長く「型をしている。町域には浄願寺山などの山地を多く含むが、中心に香川県最大の中層県営団地「西春日団地」が存在し、人口に占める割合も大きい。団地の南東は住宅が密集しているがそれ以外は農地が広がる。

### 勅使町
- 人口：1867人（男973人/女894人）、世帯数： 1011世帯

国道11号線と高松自動車道が通過する。東部は住宅が密集しているが、その他は農地が広がる。南東部の田中団地（2017年3月閉鎖、2020年3月に解体）は学校区が檀紙に属する。

### 田村町
- 人口：2720人（男1361人/女1359人）、世帯数：1723世帯

隣接する一宮地区にある田村神社から命名された地名である。面積の大半を低層市営団地が占め、中層市営団地も「すみれ団地」が1か所存在する。教育施設も香川県立香川中部養護学校や「田村隣保児童館」などがあり、それ以外は農地と宅地が点在する。
町内にある峰山口交差点角には地元の猛反対を押し切って1994年（平成6年）に開業したウインズ高松がある。この地元との対立があったため、2004年（平成16年）まで平日開催レース（毎年1月5日に行われることが多い中山金杯・京都金杯など）の発売はできなかった。

### 上天神町
- 人口：1396人（男722人/女674人）、世帯数：889世帯

単に上天神とも呼ばれ、平安時代には菅原道真の別荘があった。地名は、道真（菅公）を祀る天神信仰が篤かったことに由来しているという（角川日本地名大辞典）。町内には低層市営団地が2か所あり、教育施設としては「上天神隣保児童館」がある。基本的には全域が農地や一戸建ての多い住宅地であるが、それと同時に当地は讃岐平野において、東西・南北方向の軸となっている2本の幹線道路が交わっている交通の要衝でもあり、上天神町交差点周辺は香川県で最も交通量の多い一帯でもある。ゆえに近年は、その恵まれた立地条件を活用してゆめタウン高松やドン・キホーテといった郊外型の店が多く立地している。

## 交通
この地区は高松市中心部に面していることもあり地理的な交通条件には恵まれている。地区内の公共交通機関はバスのみと脆弱で自動車への依存度が高い。ただ、鶴尾地区の場合は高松市中心部までが自転車の通勤・通学圏内であるため自転車の利用価値も高い。

### 道路
道路は地区内を国道11号が横断し、そこに国道32号や国道192号、香川県道172号川東高松線などの幹線道路がそれぞれ結節する形になっているため、周辺都市からの交通アクセスは非常によい。またそれらはほぼすべてがバイパスとして整備されているため道路幅が広く、すべて片側2車線以上で右折レーンなどを持っているなど道路機能も高い。それらが交差する上天神町交差点や峰山口交差点は香川県内でも最大規模の交差点であり、いずれも鶴尾地区内に存在する。
国道
- 国道11号（高松南バイパスとして整備されたが現在はこちらが本線）
- 国道11号高松東バイパス
- 国道32号（円座バイパスとして整備されたが現在はこちらが本線）
- 国道193号（通称：空港通り。バイパスとして整備されたが現在はこちらが本線）

県道
- 香川県道172号川東高松線（上天神西交差点以南は通称：鹿角街道）
- 琴平街道（旧国道32号）
  - 香川県道266号勅使室新線
  - 香川県道282号高松琴平線

市道
- 高松市道室町新田線
- 高松市道木太鬼無線

### 鉄道
- 地区内には無し

地区内には存在しないため最寄り駅はことでん琴平線三条駅となるが地区内からは距離がある上、道が入り組んでいるため利用価値は低い。
鉄道敷設についてはそもそも志度線や長尾線を例にとっても琴平線は地区の中心を通る琴平街道沿いに敷設されるのが自然であるし最短距離で結ばれるが、実際は仏生山まで大きく迂回し円座駅付近で琴平街道に合流するルートをとっている。

### バス
地区内唯一の公共交通機関であり、大部分をカバーしているが、自家用車の利用に押されている。由佐・池西線と御厩・県立総合プール線は琴平街道沿いを通るメインの路線で地区全体からの利用者が多い。その中でも特に「鶴尾」バス停は中心駅的な存在である。一方、それに対し東寄りの香川中央高校・日生ニュータウン線は鹿角街道と呼ばれる香川県道172号川東高松線を路線とし、地区東部の利用者が多い。2018年7月に高松市道木太鬼無線が開通したのを受け、それまで香川県道33号高松善通寺線を経由していた高松西高線が2019年4月1日から木太鬼無線経由に変更され、地区内を通ることとなった。
また、ゆめタウン高松前バス停は市内循環バスの他、すべての高速バスが停車する重要なバス停となっている。バス停が開業する以前、この地区からの利用者は高速バスは高松駅から乗車するのが普通であったが、開業以後は地区内に存在するため自転車や徒歩で行けることや、運賃も多少安くなるためこのバス停から乗車する。
ことでんバス
由佐線、御厩・県立総合プール線：室北口 - 小山 - （由佐・岩崎線：田中、御厩線：中森）
香川中央高校・日生ニュータウン線：室北口 - 鹿角
高松西高線：室北口 - 峰山くらしひろば前
ショッピング・レインボー循環バス：ゆめタウン高松前
各高速路線バス - ゆめタウン高松前
ジェイアール四国バス
四国高速バス
高松エクスプレス

## メディア

### 放送
ケーブルテレビ
- ケーブルメディア四国（高松ケーブルテレビ）

地上波テレビ放送
高松市東部の前田地区にある前田山送信所の電波を受信することにより全局が受信できる。この地区から前田山までは山など自然の障害物がまったくないため良好な受信が可能である。アナログ放送ではVHFとUHFが混在している送信所が多いが、前田山からの電波はアナログ放送でもすべてUHFによる放送であるため、UHFアンテナ1本ですべてのチャンネルが視聴できる。
前田山送信所は比較的新しい送信所であるため、それ以前に建てられた古い建物などではこの地区の親局である金甲山送信所（NHK岡山・RSK）と五色台・青峰送信所（RNC、現在は廃局）にVHFアンテナを向けている世帯がある。ただ、この地区からそれらの送信所までは石清尾山塊が障害となって鮮明な受信が困難であるため、それらの世帯でもこの地区から障害物のない前田山が開局した後にはそれまでのVHFアンテナに加えて新たに前田山向きのUHFアンテナも揚げている世帯がほとんどであり、この地区で前田山を受信しない世帯は皆無に等しい。
室山にあるRNC西日本放送のみの中継局「RNC栗林南中継局」はそのような理由で設置されたが、前田山開局以後は存在意義が薄くなり、この中継局にアンテナを向ける世帯はほとんどなくなった。そのためそこからデジタル放送は送信されず、アナログ放送終了と同時に廃局になる。しかし、同局は鶴尾地区の大部分を放送区域としているため、この地区ではあえてアンテナを向けなくても同局からの電波が良好に入り視聴できる場合も多い。
前田山が受信できないごく少数の世帯ではアナログ放送に限り西讃岐中継局を受信している世帯もある。デジタル放送では西讃岐にアンテナを向けていたとしても、より強力な前田山の電波が入ることが多い。
| 局名                 | 局名                 | NHK高松 | NHK高松 | NHK岡山 | NHK岡山 | RNC  | KSB  | RSK  | TSC  | OHK  | 出力            | 偏波面 | 送信 場所 |
| 局名                 | 局名                 | 総合    | 教育    | 総合    | 教育    | RNC  | KSB  | RSK  | TSC  | OHK  | 出力            | 偏波面 | 送信 場所 |
| デジタルリモコン番号 | デジタルリモコン番号 | 1ch     | 2ch     | 1ch     | 2ch     | 4ch  | 5ch  | 6ch  | 7ch  | 8ch  | 出力            | 偏波面 | 送信 場所 |
| -------------------- | -------------------- | ------- | ------- | ------- | ------- | ---- | ---- | ---- | ---- | ---- | --------------- | ------ | --------- |
| 前田山               | デジタル             | 24ch    | 13ch    | -       | -       | 15ch | 17ch | 21ch | 18ch | 27ch | NHK1kW/民放500W | 水平   | 前田山    |
| 前田山               | アナログ             | 37ch    | 39ch    | -       | -       | 41ch | 33ch | 29ch | 19ch | 31ch | NHK10kW/民放5kW | 水平   | 前田山    |
| 栗林南               | アナログ             | -       | -       | -       | -       | 61ch | -    | -    | -    | -    | 10W             | 水平   | 室山      |
| 岡山 (北讃岐)        | デジタル             | (24ch)  | (13ch)  | 32ch    | 45ch    | 20ch | 30ch | 21ch | 27ch | 18ch | 2kW(200W)       | 水平   | 金甲山    |
| 岡山 (北讃岐)        | アナログ             | -       | -       | 5ch     | 3ch     | 9ch  | 25ch | 11ch | 35ch | 23ch | V10kW/U20kW     | 水平   | 金甲山    |
| 西讃岐               | デジタル             | 24ch    | 13ch    | -       | -       | 15ch | 17ch | 21ch | 18ch | 28ch | 100W            | 水平   | 大麻山    |
| 西讃岐               | アナログ             | 44ch    | 40ch    | -       | -       | 50ch | 42ch | 48ch | 46ch | 52ch | 3kW             | 水平   | 大麻山    |

県域放送のFMラジオの送信所は五色台であるが、その間の浄願寺山が障害物となるため、送信所からの距離の割には受信状態が不安定である。また、コミュニティ放送の送信所は石清尾山に設置されていて、県域FMと同様に山が障害となる。
| AMラジオ放送 - NHK高松第1放送：1368kHz（高松局 出力5kW） - NHK高松第2放送：1035kHz（高松局 出力1kW） - 西日本放送ラジオ：1449kHz（高松局 出力5kW） | FMラジオ放送 - NHK高松FM：86.0MHz（高松局 出力1kW） - FM香川：78.6MHz（高松局 出力1kW） - FM高松：81.5kHz（コミュニティ放送 出力20W） |

県外波
| - NHK岡山第1放送：603kHz（岡山局 出力5kW） - NHK岡山第2放送：1386kHz（岡山局 出力5kW） - RSKラジオ：1494kHz（岡山局 出力10kW） - NHK大阪第1放送：666kHz（大阪局 出力100kW） - NHK大阪第2放送：828kHz（大阪局 出力300kW） - MBSラジオ：1179kHz（大阪局 出力50kW） - 朝日放送ラジオ：1008kHz（大阪局 出力50kW） - ラジオ大阪：1314kHz（大阪局 出力50kW） | - NHK岡山FM放送：88.7MHz（岡山局 出力1kW） - FM岡山：76.8MHz（岡山局 出力1kW） |

## 名所・旧跡・観光・祭事・行事
歴史的な遺跡などが数多く残っているが、地区内には主だった観光施設などは無い。

### 名所・旧跡
- 愛染家住宅 - 東ハゼ町の旧琴平街道に面した町家建築。1931年（昭和6年）建造で2005年（平成17年）7月12日に主屋・離れ・東蔵・西蔵が登録有形文化財に登録された。
- 鶴尾神社 - 鶴尾地区の氏神。かつての所在地から「土居の宮」とも。
- 鶴尾神社4号墳 - 石清尾山古墳群の1つを成す古墳時代前期の前方後円墳。
- 北山浦遺跡 - 弥生時代中期の集落跡。都市計画道路木太鬼無線の整備に合わせて発掘調査が行なわれた。

### 観光・レジャー
- 香東川緑地

### 行事・祭
鶴尾地区の氏神である鶴尾神社では初詣などでは地元の参拝客で賑わう。
また、町内会やこども会単位でも行事や祭は行われている。